# Жан Жак Вилмар
Жан Жак Мадлен Вилмар (фр. Jean-Jacques Willmar; Луксембург, 6. март 1792 — Луксембург, 20. новембар 1866) је био луксембуршки политичар и судија. Био је други премијер Луксембурга и на овом положају је провео пет година, од 6. децембра 1848. до 23. септембра 1853. године.